# Joe Sample
Joe Sample (1. února 1939 Houston – 12. září 2014 tamtéž) byl americký jazzový klavírista. Na klavír začal hrát ve svých pěti letech. Byl dlouholetým členem skupiny The Crusaders a vydal řadu alb jako leader. Spolupracoval i s mnoha dalšími hudebníky, mezi které patří Gene Ammons, Lalo Schifrin, B. B. King, Kenny Burrell, Blue Mitchell, Canned Heat nebo Miles Davis. Jeho synem je baskytarista Nicklas Sample.